# 서부방면혼성단
서부방면혼성단(일본어: 西部方面混成団 세이부호멘콘세이단[*], 영어: JGSDF Western Army Combined Brigade)은 구루메 주둔지에 있는 중부방면대의 직할 교육훈련 및 예비자위관 관리부대이다. 

## 역사
1959년 8월 13일, 제8신대원교육대를 개편한 제2교육연대와 제111교육대대를 편성하여 벳부 주둔지에서 제3교육단이 창설되었다.
1969년 8월 1일, 단 본부가 벳부 주둔지에서 아이노우라 주둔지로 이사하였다. 제2교육연대는 제118교육대대로 개편되었다.
1999년 3월 29일, 제111교육대대 및 제118교육대대 예하 제336공통교육중대가 폐지되었다.
2004년 3월 30일, 제118교육대대에 차량교육대가 전속하였다.
2007년 3월, 제118교육대대 예하 제325공통교육중대가 폐지되었다.
2013년 3월 26일, 서부방면혼성단으로 재편성되었다.
2016년 3월 28일, 제118교육대대 예하 차량교육대가 아이노우라 주둔지에서 다케마쓰 주둔지로 이사하였다.
2017년 3월 27일, 제118교육대대가 아이노우라 주둔지에서 구루메 주둔지로 이사하였다.
2018년 3월 27일, 수륙기동단의 창설에 따라 단 본부와 제5육조교육대가 구루메 주둔지로 이사하고 이사목적지에 있던 제24보통과연대를 전속받았다. 아이노우라 주둔지 사령업무 담당부대는 수륙기동단으로 지정되었다.
2019년 3월, 제4특과연대의 해체에 따라 구루메 주둔지 사령업무와 경비대구 담당부대로 서부방면혼성단이 지정되었다.

## 부대
- 제19보통과연대 - 후쿠오카 주둔지
- 제24보통과연대 - 에비노 주둔지
- 제113교육대대 - 고쿠부 주둔지
  - 제321공통교육중대
  - 제322공통교육중대
  - 제338공통교육중대
- 제118교육대대 - 구루메 주둔지
  - 제323공통교육중대
  - 제324공통교육중대
  - 차량교육대
- 제5육조교육대 - 구루메 주둔지
  - 공통교육중대
  - 보통과교육중대
  - 특과교육중대
  - 상급육조교육대

이전
- 제111교육대대; 1999년 3월 29일, 폐지.
- 제325공통교육중대; 2007년 3월 폐지.
- 제336공통교육중대; 1999년 3월 29일, 폐지.

## 계보
- 1959년 8월 13일, 第3教育団
영어: JGSDF 3rd Training Brigade
- 2013년 3월 26일, 西部方面混成団
영어: JGSDF Western Army Combined Brigade

## 참고
1. ↑  “水陸機動団新設へ　陸自相浦駐屯地に中澤新司令が着任　長崎]” (일본어). 産経ニュース. 2017년 3월 24일. 2019년 3월 29일에 원본 문서에서 보존된 문서. 2019년 8월 22일에 확인함.
2. ↑  “将補人事”. 防衛省人事発令 (일본어). 2018년 3월 27일.